# Mark O'Rowe
Mark O'Rowe (født i 1970 i Dublin i Irland) er en irsk manuskriptforfatter og dramatiker. Han er muligvis mest kendt for at have skrevet manuskriptet til den iriske sorte komedie Intermission fra 2003.
Han voksede op i Tallaght, en arbejderklasseforstad lige syd for Dublin, og han hævder, at meget af volden i sit arbejde skyldes at have set en enorm mængde af voldelige, blodige film, da han var i sine teenageår.

## Skuespil
- The Aspidistra Code (1995)
- Anna's Ankle
- From Both Hips
- Crestfall
- Howie the Rookie (1999)
- Made in China
- Terminus

### Priser og nomineringer som dramatiker
- Irish Times/ESB Theatre Award for Best New Play for Howie the Rookie.
- George Devine Award for Best New Play for Howie The Rookie.
- Rooney Prize for Irish Literature for Howie the Rookie in 1999.

## Filmmanuskripter
- Intermission
- Perrier's Bounty
- Boy A

### Priser og nomineringer som manuskriptforfatter
- Han vandt en IFTA Award for Bedste Manuskript i 2003 for Intermission